# Rudolf Hartmann (Unternehmen)

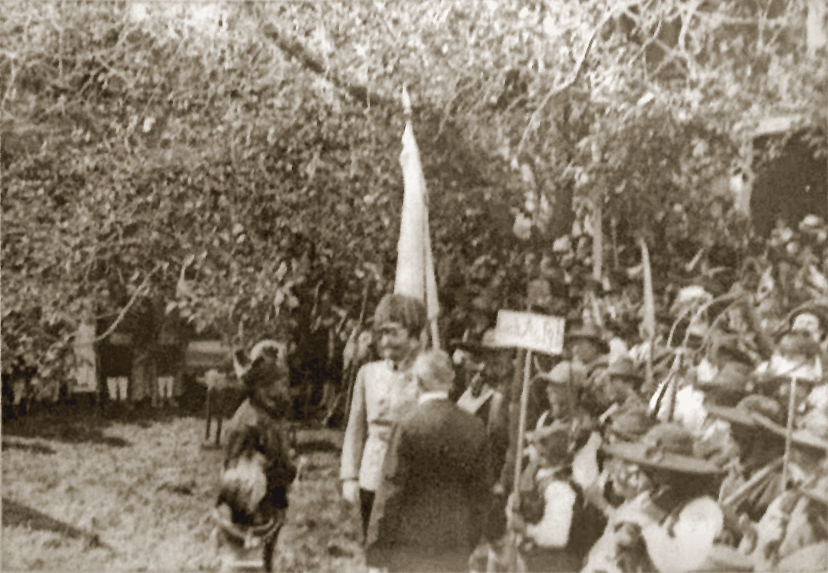
Festobman Dr. Möll stellt Erzherzog Eugen den kaiserlichen Hofspediteur Rudolf Hartmann als Spender der Gedenktafel vor. (Algund, Peter Talguter-Fest, 1901)

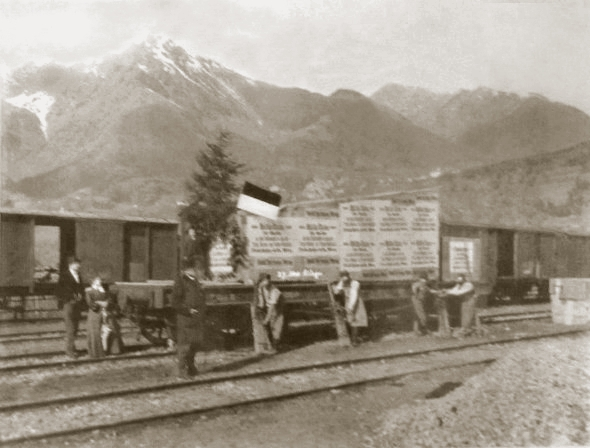
Transport von Hartmann (vor 1918)

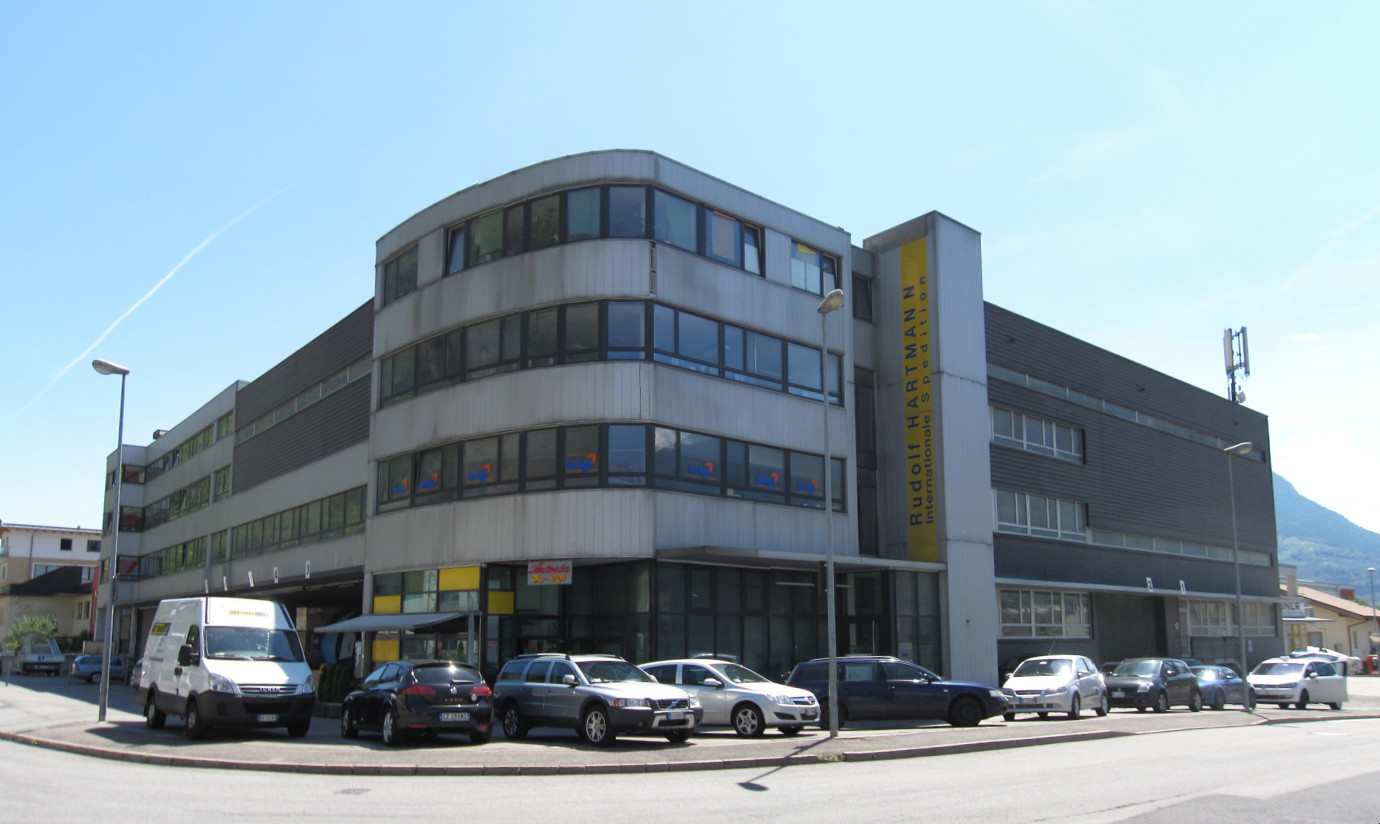
Konzernzentrale von Rudolf Hartmann bei Meran (2011)

Die Rudolf Hartmann KG ist ein international tätiger Logistikdienstleister. Das Angebot des Unternehmens umfasst internationale Spedition und Logistik, Luft- und Seefrachten, Zollabfertigungen und Lagerung sowie die damit verbundenen logistischen Aufgaben. Rudolf Hartmann ist ein Familienunternehmen. Der Unternehmenssitz ist in Meran, Südtirol.

## Geschichte
Die Geschichte des Unternehmens geht ins 19. Jahrhundert zurück, als der Transport noch von Pferdefuhrwerken organisiert wurde. Der Gründer Rudolf Hartmann wurde im Laufe seiner Karriere so erfolgreich, dass er zum k.u.k. Hof-Spediteur ernannt wurde. Als Gründungsdatum gilt das Jahr 1880. Durch den regen Wechsel von Beamten und die Reisen von Adeligen zwischen der Hauptstadt und den Ländern konnte Hartmann sich etablieren. Er zog von Wien nach Meran um und organisierte so Umzüge.
Im Laufe der Industrialisierung und des wirtschaftlichen Aufschwungs wurde der Güteraustausch der zu transportierenden Waren immer komplexer und Abwicklung organisatorisch aufwendiger. Die Güter wurden von den umliegenden Tälern und Orten mit den Pferdefuhrwerken zum Bahnhof gebracht und dort auf die Schiene umgeladen. Dafür wurde der erste Meraner Bahnhof auf dem privaten Grundstück der Familie Hartmann errichtet. Auch wenn im Laufe der Zeit die Schiene zunehmend vom LKW ersetzt worden ist, spezialisiert sich das Unternehmen nach wie vor auf Schienentransport, bzw. auf kombinierten Transport Straße-Schiene mit eigenen Fahrzeugen.
Unter der Leitung von Hartmann in der vierten Generation wurden im März 1999 neue Betriebsräume an der J.-Kravogl-Strasse 10 in Sinich bei Meran bezogen. Das Familienunternehmen wird mittlerweile von Rudolf und Hugo Hartmann geführt.

## Unternehmensprofil
Die Koordination innerhalb der Logistikkette ist das Kernkonzept des Unternehmens. Hierbei geht es vor allem um die termingerechte Warenanlieferung beim Kunden. Die an den Kunden angepasste Komplettlösung sowie die Überprüfung der Leitungswege sind die Schwerpunkte.